# Giuseppe Revere
Giuseppe Prospero Revere, född den 2 september 1812 i Trieste, död den 22 november 1889 i Rom, var en italiensk skald.

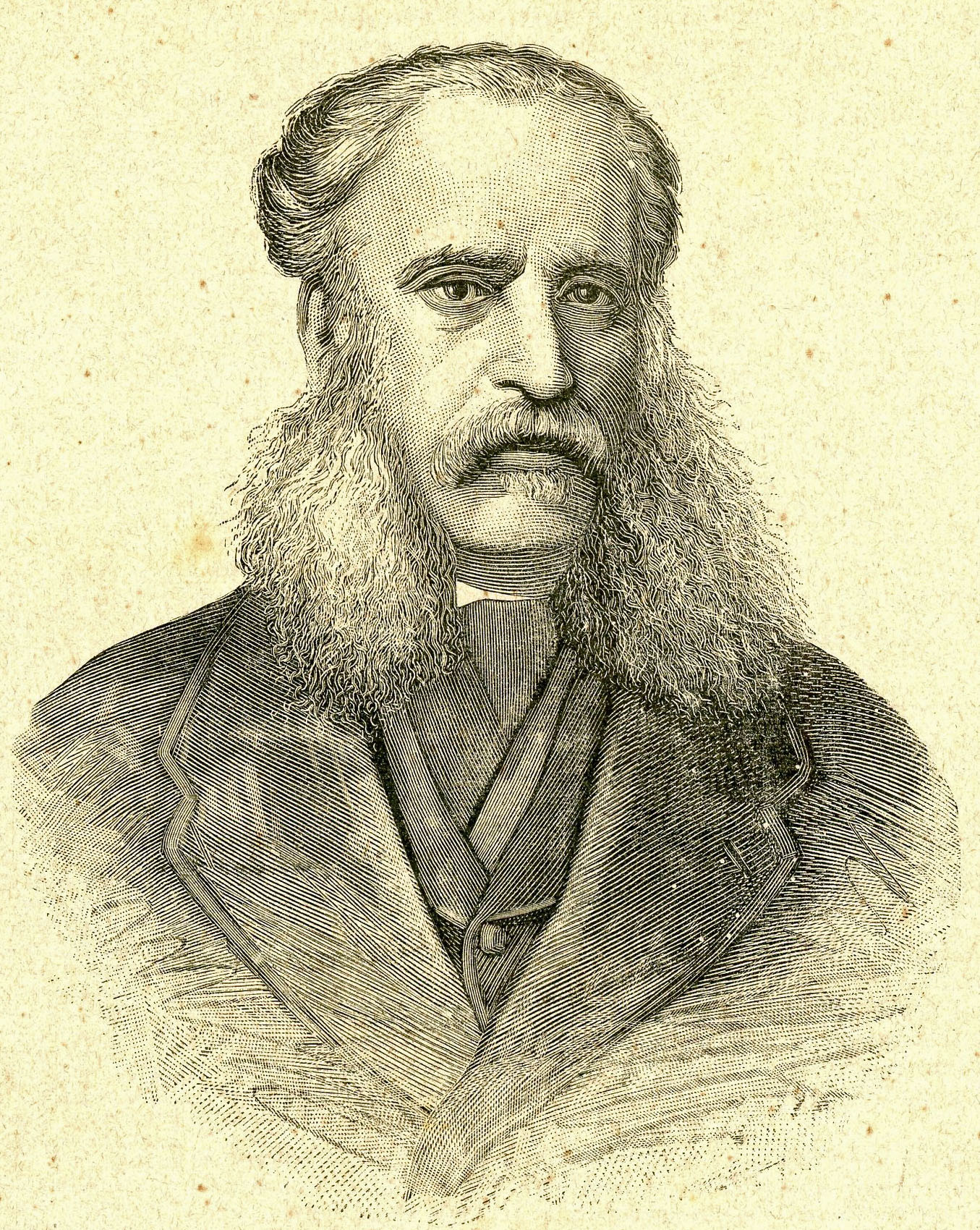
Giuseppe Revere

Revere  utmärkte sig i nationella dramer (samlade i Dramme storice, 1860), i sonetter (samlingarna Sdegno ed affetto, 1845; Nuovi sonetti, 1846; I nemesii, 1851; Persone ed ombre, 1862) och i humoristiska reseskisser (Bozzetti alpini, 1857; Marine e paesi, 1858; 2:a upplagan 1877), vilka påminner om Heines.